# Éclipse lunaire du 22 mai 1453
| Éclipse partielle de Lune du 22 mai 1453                                                                                | Éclipse partielle de Lune du 22 mai 1453 |
| --- | ---------------------------------------- |
| Schéma de l'évolution de l'éclipse, tandis que la Lune passe de droite (Ouest) à gauche (Est) dans l'ombre de la Terre. |                                          |
| Gamma | −0,6067                                  |
| Magnitude | 0,7446                                   |
| Localisation | Océan indien                             |
| Saros (membre de la série)                                                                                              | 102 (56 sur 84)                          |
| Durée (h:min:s) |                                          |
| Phases partielles | 2 h 58 min 43 s                          |
| Phases pénombrales | 5 h 15 min 27 s                          |
| Contacts (UTC) |                                          |
| P1 | 14:38:07                                 |
| U1 | 15:46:39                                 |
| Maximum | 17:15:49                                 |
| U4 | 18:44:54                                 |
| P4 | 19:53:34                                 |
| |                                          |

Une éclipse lunaire partielle a eu lieu le 22 mai 1453.

Elle est restée célèbre comme étant l'éclipse lunaire de la chute de Constantinople.

## Observations
Cette éclipse lunaire a eu lieu lors du siège qui a vu la chute de Constantinople (la prise de la capitale de l'Empire byzantin). Le siège dura du jeudi 5 avril 1453 au mardi 29 mai 1453, après quoi la ville est tombée aux mains des Ottomans.

L'éclipse lunaire était considérée comme l'accomplissement d'une prophétie concernant la disparition de la ville, selon laquelle une lune de sang aurait eu lieu pendant l'éclipse.

## Visibilité
L'éclipse partielle était visible depuis l'Afrique, l'Asie, l'Europe et l'Océanie.